# Marea Piramidă din Giza
Marea Piramidă din Giza (numită și piramida lui Keops sau Marea Piramidă din Gizeh)  este localizată pe Platoul Gizeh - orașul Gizeh, necropola anticului Memphis, actualmente parte a capitalei Cairo.
Aceasta este singura minune a lumii care nu necesită descrieri ale istoricilor din antichitate sau ale poeților. Este singura minune a lumii asupra căreia nu se fac speculații referitoare la formă, mărime și prezentare. Este cea mai veche și totuși singura care a supraviețuit timpului. Contrar părerii generale, numai Marea Piramidă a lui Keops, nu toate cele trei Mari Piramide, se află pe lista celor șapte minuni ale lumii antice.
Marea Piramidă din Gizeh a fost cea mai înaltă construcție din lume mai mult de 43 de secole, până în secolul al XIX-lea în 1889 când a fost construit Turnul Eiffel. Avea, la început, 146 m (azi 138 m) înălțime, latura de 227 m și cuprinde 2.521.000 m cubi de piatră. Fețele piramidei erau placate cu plăci șlefuite din calcar. A fost construită de faraonul Khufu din a IV-a Dinastie, în jurul anului 2560 î.Hr. pentru a servi drept mormânt acestuia.
Tradiția construirii de piramide a început în Egiptul antic ca o sofisticare a ideii de „mastaba” (platformă) ce acoperea mormântul regal. Mai târziu, au fost folosite mai multe „mastabale”, fapt dovedit de primele piramide, cum este Piramida în Trepte a Regelui Zoser (Djoser), construită de faimosul arhitect egiptean, Imhotep. 
Potrivit lui Herodot, construcția ei ar fi durat peste douăzeci de ani și la ea ar fi lucrat 100.000 de oameni. Întâi a fost pregătit locul de amplasare și au fost transportate blocurile de piatră. Atunci era folosit un proiect pentru exteriorul piramidei, o șlefuire ce a dispărut de-a lungul timpului. Deși încă nu se știe exact cum au fost așezate blocurile de piatră, au existat mai multe teorii: una din aceste teorii se referă la construirea unei rampe drepte sau în spirală, ce era înălțată pe măsură ce se ridica piramida. Această rampă, îmbrăcată cu noroi și apă, ușura transportarea blocurilor împinse (sau trase) la locul lor. O altă teorie sugerează că blocurile de piatră erau puse la locul lor folosind pârghii lungi.
Când au cucerit Egiptul, în anul 641 e.n., arabii au găsit piramida intactă și după ce au deschis-o, căutând comoara lui Keops, sarcofagul era gol.
De-a lungul istoriei, piramidele de la Gizeh au stimulat imaginația oamenilor, aceștia numindu-le "Grânarele lui Iosef" sau "Munții Faraonului". Când Napoleon a invadat Egiptul în 1798 mândria resimțită de el atunci a fost exprimată în faimosul citat: Soldats! Du haut de ces Pyramides, 40 siècles nous contemplent („Soldați! 40 de secole ne privesc din vârful piramidei”).
În ultimii ani s-au mai descoperit încă trei sau patru camere, în apropiere de camera funerară, într-una fiind corabia regală, iar celelalte sunt în curs de explorare, dezvăluind poate ultimele secrete ale Marii Piramide: tezaurul și mumia faraonului.
Astăzi, Marea Piramidă este inclusă, împreună cu celelalte piramide și cu Sfinxul, în regiunea turistică a Platoului Gizeh. De asemenea, în zona aceasta se află muzeul ce găzduiește misterioasa Barcă Solară, descoperită abia în 1954, lângă partea de sud a piramidei. Această barcă se presupune că a purtat corpul lui Khufu în ultima sa călătorie, înainte de a fi înmormântat în piramidă. 
Se poate de asemenea să fi servit și ca mijloc de transport în viața de apoi, conform credințelor antice egiptene.

## Descriere a piramidei

Amplasarea piramidei lui Kheops(1) în complexul de la Gizeh

Atunci când a fost construită, Marea Piramidă avea 145,75 m înălțime. De-a lungul timpului, a mai pierdut 9 m din vârf. Era acoperită cu piatră șlefuită (o parte se mai vede în vârful piramidei lui Khefren). Unghiul sub care e construită este de 54 de grade și 54 de minute. Fiecare parte a ei este orientată atent spre unul din punctele cardinale locale, adică nord, sud, est și vest. Perimetrul orizontal al fiecărei secțiuni în piramidă descrie un pătrat. Cea mai mare eroare între lungimile laterale este, uimitor, mai mică de 0,1%.
Fiecare bloc de piatră din cele două milioane în total cântărește mai mult de 2 tone. S-a sugerat faptul că în cele trei piramide sunt suficiente blocuri de piatră pentru a construi un zid gros de 30 cm și înalt de 3 m care să înconjoare Franța. Suprafața ocupată de Marea Piramidă poate înghiți Bazilica Papală Sf. Petru din Roma, catedralele din Florența și Milano, Abația Westminster și Catedrala Sf. Paul din Londra, toate laolaltă.
Pe fațeta din nord se află intrarea în piramidă. Coridoarele și galeriile duc fie spre camera mortuară a regelui, fie au avut alte funcții. Camera regelui se află în inima piramidei, putând fi accesată numai prin Marea Galerie și un coridor ascensional. Sarcofagul regelui este făcut din granit roșu, ca și pereții interiori ai camerei. Cea mai impresionantă este piatra cu laturi foarte fin șlefuite de deasupra intrării, lungă de peste 3 m, înaltă de 2,4 m și groasă de 1,3 m. Toate pietrele din interior se potrivesc așa de bine, încât nu poți strecura nici un card între ele. Sarcofagul este orientat conform direcțiilor cardinale și este cu numai 1 cm mai mic decât intrarea în cameră. Probabil a fost introdus în timpul construcției.
Au fost propuse noi teorii referitoare la originea și scopul piramidelor de la Giza... Observații astronomice... Locuri de venerare.. Structuri geometrice construite de o civilizație demult dispărută... Chiar și teorii legate de extratereștri au fost propuse, fără dovezi clare... Dar dovezile istorice și științifice copleșitoare sprijină în continuare concluzia că Marea Piramidă, ca și alte mici piramide din regiune, a fost construită de civilizația egipteană de pe malul vestic al Nilului, pentru a servi ca morminte regilor lor. Morminte unde Khufu, Khefren și Menkaure puteau să-și înceapă călătoria mistică în viața de apoi.
Herodot a spus că piramida a fost construită în 20 de ani, adică 7300 zile, (Khufu a domnit circa 23 ani) astfel, toate cele 2521000 blocuri de piatră de peste 2 tone fiecare au fost urcate pe piramidă în acest timp. Asta înseamnă că, dacă s-a lucrat tot anul în fiecare zi pe întreaga durată de 20 ani, atunci, în medie au fost adăugate 345,4 blocuri de piatră pe zi. Dacă s-a lucrat 8 ore pe zi, atunci s-au adăugat 43,2 blocuri de piatră pe oră, adică aproape 1 piatră de peste 2 tone pe minut. Dacă s-a lucrat 24 ore pe zi, ceea ce e mai puțin probabil, atunci s-au adăugat în medie 14,4 pietre pe oră. Pietrele însă au trebuit tăiate în forma pe care o au, și aduse la fața locului, unele de la câteva sute de kilometri distanță. În încăperea regelui au fost folosite mai multe pietre de până la 80 tone fiecare, și probabil nu a fost ușor pentru egipteni să le ridice până în inima piramidei la 50 metri peste sol.
Majoritatea pietrelor au însă în jur de 2500 kilograme, așa că dacă s-au înghesuit 20 de persoane în jurul pietrei care are în medie 127 cm x 127 cm x 71 cm [nefuncțională – arhivă]
, și fiecare a ridicat 125 kilograme, atunci cele 20 persoane cărând 125 kilograme fiecare au trebuit să urce treptele de 71 cm înălțime pentru a urca piatra pe piramidă. Deși în Egipt sunt peste 60 piramide, doar cele 3 piramide de la Gizeh sunt construite cu pietre așa mari.

### Numărul de laturi
Deși aparent piramida are patru laturi, de fapt ea are opt laturi.
O fotografie făcută din întâmplare de generalul de brigadă Groves și publicată pentru prima oară în 1929 arată o „latură” a piramidei împărțită în două, așa cum apare ea în bătaia soarelui. Prin urmare, Marea Piramidă are opt laturi și nu patru, dar acest efect de împărțire nu este vizibil cu ochiul liber.